# بازار واحد دیجیتال

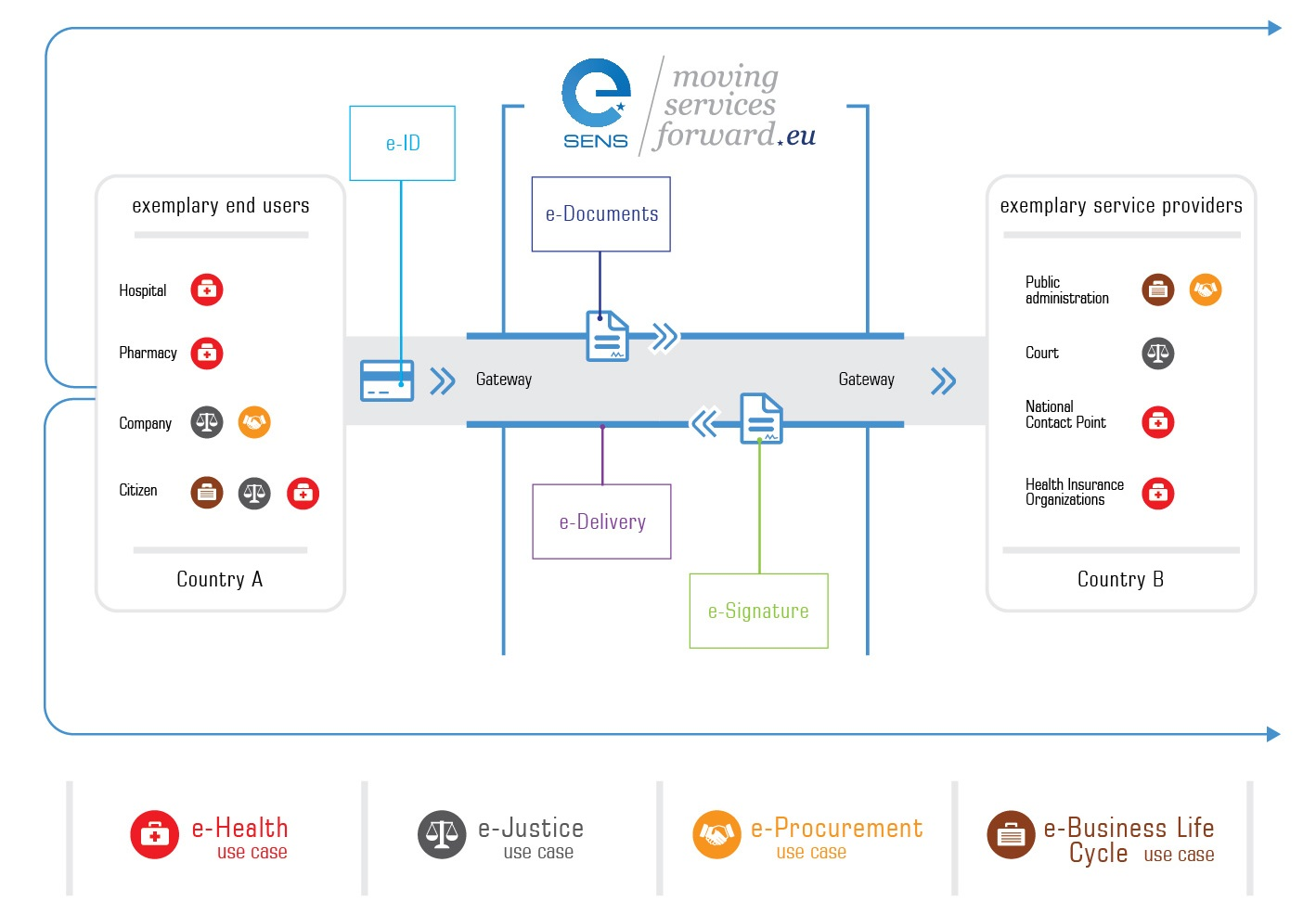
نمودار بازار واحد دیجیتال اتحادیه اروپا و تسهیل خدمات عمومی در سراسر مرزها

بازار واحد دیجیتال (انگلیسی: Digital Single Market) یک سیاست متعلق به بازار واحد اروپا است که بازاریابی اینترنتی، تجارت الکترونیک و مخابرات را پوشش می‌دهد. این گروه در ماه مه سال ۲۰۱۵ از سوی کمیسیون یونکر اعلام شد.شد. ماریا گابریل، عضو کمیسیون اروپا، مسئول بازار دیجیتال اروپا از ۷ ژوئیه ۲۰۱۷ است.